# Psychotria costularia
Psychotria costularia är en måreväxtart som först beskrevs av Henri Ernest Baillon, och fick sitt nu gällande namn av Paul Carpenter Standley och Julian Alfred Steyermark. Psychotria costularia ingår i släktet Psychotria och familjen måreväxter. Inga underarter finns listade i Catalogue of Life.